# The Woman in Me
The Woman in Me is het tweede album van Shania Twain en is in 1995 uitgebracht. In 1993, toen Shania's debuut verscheen, ontmoette ze producer Robert John "Mutt" Lange met wie ze vervolgens liedjes begon te schrijven. Veel van de liedjes belanden op haar tweede album The Woman In Me. Het album bezorgde Shania haar doorbraak in de VS, Canada en Australië. In de Verenigde Staten werden er twaalf miljoen exemplaren van verkocht. Wereldwijd werd het 20 miljoen keer verkocht. The Woman In Me was het bestverkochte countryalbum van 1996. Een heruitgave van het album verscheen in Europa in 1998 toen Shania's derde album Come On Over op dat moment een bestseller was. Bij de muziek van dit album werden in totaal acht videoclips gemaakt, die te zien zijn op de dvd The Platinum Collection, die in 2001 werd uitgebracht.

## Tracklist
1. "Home Ain't Where His Heart Is (Anymore)" – 4:12
2. "Any Man of Mine" – 4:07
3. "Whose Bed Have Your Boots Been Under?" – 4:25
4. "(If You're Not in It for Love) I'm Outta Here!" – 4:30
5. "The Woman in Me (Needs the Man in You)" – 4:50
6. "Is There Life After Love?" – 4:39
7. "If It Don't Take Two" – 3:40
8. "You Win My Love" – 4:26
9. "Raining on Our Love" – 4:38
10. "Leaving Is the Only Way Out" – 4:07
11. "No One Needs to Know" – 3:04
12. "God Bless the Child" – 1:30

In 2000 werd het album opnieuw uitgebracht, met een andere cover. Ook zijn aantal tracks toegevoegd.
1. "You Win My Love (remix-edit)"
2. "Medley ("Home Ain't Where His Heart Is (Anymore)"/"The Woman in Me"/"You've Got a Way" (live & direct-TV-mix))"
3. "(If You're Not in It For Love) I'm Outta Here! (remix)"
4. "God Bless The Child (video)"

## Single-chronologie
1. "Whose Bed Have Your Boots Been Under?"
2. "Any Man of Mine"
3. "The Woman in Me (Needs the Man in You)"
4. "(If You're Not in It for Love) I'm Outta Here!"
5. "You Win My Love"
6. "No One Needs to Know"
7. "Home Ain't Where His Heart is (Anymore)"
8. "God Bless the Child"